# Andrew Nicholson
Andrew Nicholson (n. 1 august 1961, Te Awamutu⁠(d), Waikato⁠(d), Noua Zeelandă) este un sportiv ce a reprezentat Noua Zeelandă, medaliat olimpic. A participat la 7 ediții ale Jocurilor Olimpice (1984, 1992, 1996, 2000, 2004, 2008, 2012) în care a câștigat două medalii de bronz.